# Monte Pratt
Il Monte Pratt (in lingua inglese: Mount Pratt) situato subito a est della testata del Mill Stream Glacier, circa 31 km a nord del Block Peak, è il più settentrionale dei nunatak, cioè i picchi rocciosi isolati, delle Grosvenor Mountains, catena montuosa che fa parte dei Monti della Regina Maud, in Antartide. 
Fu scoperto dal retroammiraglio Richard Evelyn Byrd nel novembre 1929 durante il volo verso il Polo Sud nel corso della sua spedizione polare.
La denominazione è stata assegnata dallo stesso Byrd in onore di Thomas B. Pratt, finanziere americano che aveva contribuito a finanziare la sua spedizione.